# تیم ملی فوتبال کامرون
تیم ملی فوتبال کامرون نماینده کامرون در رویدادهای بین‌المللی فوتبال است که زیر نظر فدراسیون فوتبال کامرون اداره می‌شود. این تیم موفق‌ترین تیم فوتبال آفریقایی است؛ آن‌ها ۸ بار به جام جهانی راه یافته‌اند؛ بیش از هر تیم آفریقایی دیگر. و نخستین تیم آفریقایی‌اند که در جام جهانی ۱۹۹۰ تا دور یک‌ چهارم نهایی پیش رفتند. کامرون ۵ بار نیز قهرمان جام ملت‌های آفریقا، یک بار قهرمان المپیک (۲۰۰۰ سیدنی) و یک بار هم نایب قهرمان جام کنفدراسیون‌ها (۲۰۰۳) شده‌ است.

## تامین کننده پیراهن
| نام تامین کننده | دوره زمانی | پاینویس |
| --------------- | ---------- | ------- |
| لو کوک اسپورتیف | ۱۹۸۲–۱۹۸۷  |         |
| آدیداس          | ۱۹۸۸–۱۹۹۳  |         |
| میتره اسپورت    | ۱۹۹۳–۱۹۹۵  |         |
| لوتو اسپورت     | ۱۹۹۵–۱۹۹۶  |         |
| پوما اس‌ای       | ۱۹۹۸–۲۰۱۸  |         |
| لو کوک اسپورتیف | ۲۰۱۹–اکنون |         |

## حضور در جام جهانی
| جام جهانی فوتبال | جام جهانی فوتبال | جام جهانی فوتبال | جام جهانی فوتبال | جام جهانی فوتبال | جام جهانی فوتبال | جام جهانی فوتبال | جام جهانی فوتبال | جام جهانی فوتبال |                | مقدماتی جام جهانی فوتبال | مقدماتی جام جهانی فوتبال | مقدماتی جام جهانی فوتبال | مقدماتی جام جهانی فوتبال | مقدماتی جام جهانی فوتبال | مقدماتی جام جهانی فوتبال |
| سال              | مرحله            | جایگاه           | تعداد بازی       | برد              | تساوی*           | باخت             | گل زده           | گل خورده         | تعداد بازی     | برد                      | تساوی*                   | باخت                     | گل زده                   | گل خورده                 |                          |
| ---------------- | ---------------- | ---------------- | ---------------- | ---------------- | ---------------- | ---------------- | ---------------- | ---------------- | -------------- | ------------------------ | ------------------------ | ------------------------ | ------------------------ | ------------------------ | ------------------------ |
| ۱۹۳۰             | وارد مسابقات نشد | وارد مسابقات نشد | وارد مسابقات نشد | وارد مسابقات نشد | وارد مسابقات نشد | وارد مسابقات نشد | وارد مسابقات نشد | وارد مسابقات نشد | شرکت نکرد      | شرکت نکرد                | شرکت نکرد                | شرکت نکرد                | شرکت نکرد                | شرکت نکرد                |                          |
| ۱۹۳۴             | وارد مسابقات نشد | وارد مسابقات نشد | وارد مسابقات نشد | وارد مسابقات نشد | وارد مسابقات نشد | وارد مسابقات نشد | وارد مسابقات نشد | وارد مسابقات نشد | شرکت نکرد      | شرکت نکرد                | شرکت نکرد                | شرکت نکرد                | شرکت نکرد                | شرکت نکرد                |                          |
| ۱۹۳۸             | وارد مسابقات نشد | وارد مسابقات نشد | وارد مسابقات نشد | وارد مسابقات نشد | وارد مسابقات نشد | وارد مسابقات نشد | وارد مسابقات نشد | وارد مسابقات نشد | شرکت نکرد      | شرکت نکرد                | شرکت نکرد                | شرکت نکرد                | شرکت نکرد                | شرکت نکرد                |                          |
| ۱۹۵۰             | وارد مسابقات نشد | وارد مسابقات نشد | وارد مسابقات نشد | وارد مسابقات نشد | وارد مسابقات نشد | وارد مسابقات نشد | وارد مسابقات نشد | وارد مسابقات نشد | شرکت نکرد      | شرکت نکرد                | شرکت نکرد                | شرکت نکرد                | شرکت نکرد                | شرکت نکرد                |                          |
| ۱۹۵۴             | وارد مسابقات نشد | وارد مسابقات نشد | وارد مسابقات نشد | وارد مسابقات نشد | وارد مسابقات نشد | وارد مسابقات نشد | وارد مسابقات نشد | وارد مسابقات نشد | شرکت نکرد      | شرکت نکرد                | شرکت نکرد                | شرکت نکرد                | شرکت نکرد                | شرکت نکرد                |                          |
| ۱۹۵۸             | وارد مسابقات نشد | وارد مسابقات نشد | وارد مسابقات نشد | وارد مسابقات نشد | وارد مسابقات نشد | وارد مسابقات نشد | وارد مسابقات نشد | وارد مسابقات نشد | شرکت نکرد      | شرکت نکرد                | شرکت نکرد                | شرکت نکرد                | شرکت نکرد                | شرکت نکرد                |                          |
| ۱۹۶۲             | وارد مسابقات نشد | وارد مسابقات نشد | وارد مسابقات نشد | وارد مسابقات نشد | وارد مسابقات نشد | وارد مسابقات نشد | وارد مسابقات نشد | وارد مسابقات نشد | شرکت نکرد      | شرکت نکرد                | شرکت نکرد                | شرکت نکرد                | شرکت نکرد                | شرکت نکرد                |                          |
| ۱۹۶۶             | انصراف از حضور   | انصراف از حضور   | انصراف از حضور   | انصراف از حضور   | انصراف از حضور   | انصراف از حضور   | انصراف از حضور   | انصراف از حضور   | انصراف از حضور | انصراف از حضور           | انصراف از حضور           | انصراف از حضور           | انصراف از حضور           | انصراف از حضور           |                          |
| ۱۹۷۰             | صعود نکرد        | صعود نکرد        | صعود نکرد        | صعود نکرد        | صعود نکرد        | صعود نکرد        | صعود نکرد        | صعود نکرد        | ۲              | ۰                        | ۱                        | ۱                        | ۳                        | ۴                        |                          |
| ۱۹۷۴             | صعود نکرد        | صعود نکرد        | صعود نکرد        | صعود نکرد        | صعود نکرد        | صعود نکرد        | صعود نکرد        | صعود نکرد        | ۳              | ۱                        | ۱                        | ۱                        | ۱                        | ۳                        |                          |
| ۱۹۷۸             | صعود نکرد        | صعود نکرد        | صعود نکرد        | صعود نکرد        | صعود نکرد        | صعود نکرد        | صعود نکرد        | صعود نکرد        | ۲              | ۰                        | ۱                        | ۱                        | ۲                        | ۴                        |                          |
| ۱۹۸۲             | مرحله گروهی      | 17th             | ۳                | ۰                | ۳                | ۰                | ۱                | ۱                | ۸              | ۵                        | ۱                        | ۲                        | ۱۶                       | ۵                        |                          |
| ۱۹۸۶             | صعود نکرد        | صعود نکرد        | صعود نکرد        | صعود نکرد        | صعود نکرد        | صعود نکرد        | صعود نکرد        | صعود نکرد        | ۲              | ۰                        | ۱                        | ۱                        | ۲                        | ۵                        |                          |
| ۱۹۹۰             | یک چهارم نهایی   | 7th              | ۵                | ۳                | ۰                | ۲                | ۷                | ۹                | ۸              | ۶                        | ۱                        | ۱                        | ۱۲                       | ۶                        |                          |
| ۱۹۹۴             | مرحله گروهی      | 22nd             | ۳                | ۰                | ۱                | ۲                | ۳                | ۱۱               | ۸              | ۵                        | ۲                        | ۱                        | ۱۴                       | ۴                        |                          |
| ۱۹۹۸             | مرحله گروهی      | 25th             | ۳                | ۰                | ۲                | ۱                | ۲                | ۵                | ۶              | ۴                        | ۲                        | ۰                        | ۱۰                       | ۴                        |                          |
| ۲۰۰۲             | مرحله گروهی      | 20th             | ۳                | ۱                | ۱                | ۱                | ۲                | ۳                | ۱۰             | ۸                        | ۱                        | ۱                        | ۲۰                       | ۴                        |                          |
| ۲۰۰۶             | صعود نکرد        | صعود نکرد        | صعود نکرد        | صعود نکرد        | صعود نکرد        | صعود نکرد        | صعود نکرد        | صعود نکرد        | ۱۰             | ۶                        | ۳                        | ۱                        | ۱۸                       | ۱۰                       |                          |
| ۲۰۱۰             | مرحله گروهی      | 31st             | ۳                | ۰                | ۰                | ۳                | ۲                | ۵                | ۱۲             | ۹                        | ۲                        | ۱                        | ۲۳                       | ۴                        |                          |
| ۲۰۱۴             | مرحله گروهی      | 32nd             | ۳                | ۰                | ۰                | ۳                | ۱                | ۹                | ۸              | ۵                        | ۲                        | ۱                        | ۱۲                       | ۴                        |                          |
| ۲۰۱۸             | صعود نکرد        | صعود نکرد        | صعود نکرد        | صعود نکرد        | صعود نکرد        | صعود نکرد        | صعود نکرد        | صعود نکرد        | ۸              | ۲                        | ۵                        | ۱                        | ۱۰                       | ۹                        |                          |
| ۲۰۲۲             | To be determined | To be determined | To be determined | To be determined | To be determined | To be determined | To be determined | To be determined |                |                          |                          |                          |                          |                          |                          |
| ۲۰۲۶             | To be determined | To be determined | To be determined | To be determined | To be determined | To be determined | To be determined | To be determined |                |                          |                          |                          |                          |                          |                          |
| Total            | یک چهارم نهایی   | ۷/۲۱             | ۲۳               | ۴                | ۷                | ۱۲               | ۱۸               | ۴۳               | ۸۷             | ۵۱                       | ۲۳                       | ۱۳                       | ۱۴۳                      | ۶۵                       |                          |

## بازیکنان کنونی
۲۳ بازیکن در لیست زیر برای جام ملت‌های آفریقا ۲۰۱۹ دعوت شده‌اند.
| ش. | پست       | بازیکن                     | ت‌ت (سن)                  | بازی | گل | باشگاه                               |
| -- | --------- | -------------------------- | ------------------------ | ---- | -- | ------------------------------------ |
| 1  | دروازه‌بان | آندره اونانا               | ۲ آوریل ۱۹۹۶ (۲۳ سال)    | 12   | 0  | باشگاه فوتبال آژاکس آمستردام         |
| 16 | دروازه‌بان | Fabrice Ondoa              | ۲۴ دسامبر ۱۹۹۵ (۲۳ سال)  | 40   | 0  | باشگاه فوتبال اوستنده                |
|    |           |                            |                          |      |    |                                      |
| 2  | مدافع     | Collins Fai                | ۲۳ نوامبر ۱۹۹۲ (۲۶ سال)  | 24   | 0  | باشگاه فوتبال استاندارد لیژ          |
| 3  | مدافع     | گائتان بونگ                | ۲۵ آوریل ۱۹۸۸ (۳۱ سال)   | 16   | 0  | باشگاه فوتبال برایتون اند هوو آلبیون |
| 4  | مدافع     | Banana Yaya                | ۲۹ ژوئیه ۱۹۹۱ (۲۷ سال)   | 14   | 2  | باشگاه فوتبال پانیونیوس              |
| 5  | مدافع     | Michael Ngadeu-Ngadjui     | ۲۳ نوامبر ۱۹۹۰ (۲۸ سال)  | 28   | 2  | باشگاه فوتبال اسلاویا پراگ           |
| 6  | مدافع     | Ambroise Oyongo            | ۲۲ ژوئن ۱۹۹۱ (۲۷ سال)    | 38   | 2  | باشگاه فوتبال مون‌پلیه                |
| 12 | مدافع     | Joyskim Dawa               | ۹ آوریل ۱۹۹۶ (۲۳ سال)    | 4    | 0  | Mariupol                             |
| 22 | مدافع     | ژان-آرمل کانا-بییک         | ۳ ژوئیه ۱۹۸۹ (۲۹ سال)    | 7    | 0  | باشگاه فوتبال قیصریه‌اسپور            |
|    |           |                            |                          |      |    |                                      |
| 8  | هافبک     | André-Frank Zambo Anguissa | ۱۶ نوامبر ۱۹۹۵ (۲۳ سال)  | 19   | 2  | باشگاه فوتبال فولام                  |
| 10 | هافبک     | Arnaud Djoum               | ۲ مه ۱۹۸۹ (۳۰ سال)       | 21   | 0  | باشگاه فوتبال هارت آف میدلوتیان      |
| 14 | هافبک     | ژرژ مانجک                  | ۹ دسامبر ۱۹۸۸ (۳۰ سال)   | 49   | 0  | Maccabi Haifa                        |
| 15 | هافبک     | Pierre Kunde               | ۲۶ ژوئیه ۱۹۹۵ (۲۳ سال)   | 7    | 0  | باشگاه فوتبال ماینتس ۰۵              |
| 21 | هافبک     | Wilfrid Kaptoum            | ۷ ژوئیه ۱۹۹۶ (۲۲ سال)    | 0    | 0  | باشگاه فوتبال رئال بتیس              |
|    |           |                            |                          |      |    |                                      |
| 7  | مهاجم     | کلینتون انجیه              | ۱۵ اوت ۱۹۹۳ (۲۵ سال)     | 28   | 8  | باشگاه فوتبال المپیک مارسی           |
| 9  | مهاجم     | Stéphane Bahoken           | ۲۸ مه ۱۹۹۲ (۲۷ سال)      | 8    | 2  | باشگاه فوتبال آنژه                   |
| 11 | مهاجم     | Christian Bassogog         | ۱۸ اکتبر ۱۹۹۵ (۲۳ سال)   | 24   | 4  | باشگاه فوتبال هنان جیانیه            |
| 13 | مهاجم     | اریک ماکسیم چوپو-موتینگ    | ۲۳ مارس ۱۹۸۹ (۳۰ سال)    | 52   | 15 | باشگاه فوتبال بایرن مونیخ            |
| 17 | مهاجم     | کارل توکو اکامبی           | ۱۴ سپتامبر ۱۹۹۲ (۲۶ سال) | 25   | 3  | باشگاه فوتبال ویارئال                |
| 18 | مهاجم     | Joel Tagueu                | ۶ نوامبر ۱۹۹۳ (۲۵ سال)   | 4    | 0  | باشگاه ورزشی ماریتیمو                |
| 19 | مهاجم     | Jacques Zoua               | ۶ سپتامبر ۱۹۹۱ (۲۷ سال)  | 24   | 0  | باشگاه فوتبال آسترا جورجو            |
| 20 | مهاجم     | Olivier Boumal             | ۱۷ سپتامبر ۱۹۸۹ (۲۹ سال) | 5    | 0  | باشگاه فوتبال پانیونیوس              |

## آمار بازیکنان

### بیشترین بازی ملی
| #  | نام بازیکن        | تعداد بازی | تعداد گل | سال فعالیت |
| -- | ----------------- | ---------- | -------- | ---------- |
| ۱  | ریگوبرت سانگ      | ۱۳۷        | ۵        | ۱۹۹۳–۲۰۱۰  |
| ۲  | ساموئل اتوئو      | ۱۱۸        | ۵۶       | ۱۹۹۷–۲۰۱۴  |
| =  | جرمی ان‌جی‌تاپ      | ۱۱۸        | ۱۳       | ۱۹۹۶–۲۰۱۰  |
| ۴  | امانوئل کوند      | ۱۰۲        | ۱۷       | ۱۹۷۹–۱۹۹۲  |
| ۵  | ژاک سونگو-او      | ۸۰         | ۰        | ۱۹۸۳–۲۰۰۲  |
| ۶  | روژه میلا         | ۷۷         | ۴۳       | ۱۹۷۳–۱۹۹۴  |
| ۷  | نیکولا انکولو     | ۸۳         | ۴        | ۲۰۰۸-      |
| ۸  | فرانسیس اوما-بییک | ۷۳         | ۲۶       | ۱۹۸۵–۱۹۹۸  |
| ۹  | کارلوس کامنی      | ۷۲         | ۰        | ۲۰۰۱–      |
| ۱۰ | استفان امبیا      | ۷۰         | ۵        | ۲۰۰۵–۲۰۱۶  |

### بیشترین تعداد گل
| #  | نام بازیکن              | تعداد بازی | تعداد گل | سال فعالیت |
| -- | ----------------------- | ---------- | -------- | ---------- |
| ۱  | ساموئل اتوئو            | ۱۱۸        | ۵۶       | ۱۹۹۷–۲۰۱۴  |
| ۲  | روژه میلا               | ۷۷         | ۴۳       | ۱۹۷۳–۱۹۹۴  |
| ۳  | پاتریک ام‌بوما           | ۵۵         | ۳۳       | ۱۹۹۵–۲۰۰۴  |
| ۴  | فرانسیس اوما-بییک       | ۷۳         | ۲۶       | ۱۹۸۵–۱۹۹۸  |
| ۵  | وینسنت ابوبکر           | ۶۵         | ۲۰       | ۲۰۱۰–      |
| ۶  | پی‌یر وبو                | ۵۹         | ۱۹       | ۲۰۰۳–۲۰۱۴  |
| ۷  | امانوئل کوند            | ۱۰۲        | ۱۷       | ۱۹۷۹–۱۹۹۲  |
| ۸  | آندره کانا-بییک         | ۵۹         | ۱۵       | ۱۹۸۵–۱۹۹۴  |
| ۹  | اریک ماکسیم چوپو-موتینگ | ۵۱         | ۱۵       | ۲۰۱۰–      |
| ۱۰ | جرمی ان‌جی‌تاپ            | ۱۱۸        | ۱۳       | ۱۹۹۶–۲۰۱۰  |

## مربیان
| تاریخ     | نام                |
| --------- | ------------------ |
| ۱۹۶۰–۱۹۶۵ | کمیته فنی          |
| ۱۹۶۵–۱۹۷۰ | دومینیک کولونا     |
| ۱۹۷۰      | ریموند فوبتس       |
| ۱۹۷۰–۱۹۷۳ | پیتر اشنیتگر       |
| ۱۹۷۳–۱۹۷۵ | ولادیمیر بیرا      |
| ۱۹۷۶–۱۹۷۹ | ایوان ریدانویچ     |
| ۱۹۸۰–۱۹۸۲ | برانکو زوتیچ       |
| ۱۹۸۲      | ژان وینسنت         |
| ۱۹۸۲–۱۹۸۴ | رادیوج اگنایویچ    |
| ۱۹۸۵–۱۹۸۸ | کلود لی روی        |
| ۱۹۸۸–۱۹۹۰ | والری نیمیانشی     |
| ۱۹۹۰–۱۹۹۳ | فلیپه ردون         |
| ۱۹۹۳–۱۹۹۴ | Jean Manga-Onguéné |

| تاریخ     | نام                |
| --------- | ------------------ |
| ۱۹۹۴      | Léonard Nseké      |
| ۱۹۹۴      | آنری میشل          |
| ۱۹۹۴–۱۹۹۶ | Jules Nyongha      |
| ۱۹۹۶–۱۹۹۷ | هنری دپیرش         |
| ۱۹۹۷–۱۹۹۸ | ژان مانگا-اونگوئنی |
| ۱۹۹۸      | کلود لی روی        |
| ۱۹۹۸–۲۰۰۱ | پیر لوچانتر        |
| ۲۰۰۱      | رابرت کورفو        |
| ۲۰۰۱      | ژان-پل آکونو       |
| ۲۰۰۱–۲۰۰۴ | وینفرید شفر        |
| ۲۰۰۴–۲۰۰۶ | آرتور ژورژه        |
| ۲۰۰۶–۲۰۰۷ | آری هان            |
| ۲۰۰۷      | جولز نیانگا        |

| تاریخ     | نام             |
| --------- | --------------- |
| ۲۰۰۷–۲۰۰۹ | اتو فیستر       |
| ۲۰۰۹      | توماس انکونو    |
| ۲۰۰۹–۲۰۱۰ | پل لو گن        |
| ۲۰۱۰–۲۰۱۱ | خاویر کلمنته    |
| ۲۰۱۱–۲۰۱۲ | دنیس لاوان      |
| ۲۰۱۲–۲۰۱۳ | ژان-پل آکونو    |
| ۲۰۱۳–۲۰۱۵ | فولکر فینکه     |
| ۲۰۱۵–۲۰۱۶ | الکساندر بلینیا |
| ۲۰۱۶–۲۰۱۷ | هوگو بروس       |
| ۲۰۱۷–۲۰۱۸ | ریگوبرت سانگ    |
| ۲۰۱۸–     | کلارنس سیدورف   |

## افتخارات
- جام جهانی فوتبال

یک چهارم نهایی (۱): جام جهانی فوتبال ۱۹۹۰
- جام ملت‌های آفریقا

قهرمان(۵):  جام ملت‌های آفریقا ۱۹۸۴,  جام ملت‌های آفریقا ۱۹۸۸,  جام ملت‌های آفریقا ۲۰۰۰,  جام ملت‌های آفریقا ۲۰۰۲,  جام ملت‌های آفریقا ۲۰۱۷
- جام کنفدراسیون‌ها

نایب قهرمان (۱):  جام کنفدراسیون‌ها ۲۰۰۳
- فوتبال در بازی‌های المپیک تابستانی

برنده(۱):  ۲۰۰۰